# Jacek Music
Treść tego artykułu może nie być zgodna z zasadami neutralnego punktu widzenia.
Dokładniejsze informacje o tym, co należy poprawić, być może znajdują się w dyskusji tego artykułu.
 Po wyeliminowaniu niedoskonałości należy usunąć szablon {{Dopracować}} z tego artykułu.
Handlowo Usługowa Oficyna Wydawnicza "Jacek Music" – z oddziałem w Szczecinie powstała w grudniu 1990 jako ideowy spadkobierca Studenckiego Ośrodka Nagrań i Dokumentacji Dźwiękowej ABKiSz ZSP "Alma-Art", który działał z powodzeniem na bazie Akademickiego Radia „Pomorze” Politechniki Szczecińskiej w latach osiemdziesiątych XX wieku.
Oficynę Wydawniczą założył absolwent Politechniki Szczecińskiej i wieloletni redaktor naczelny Akademickiego Radia „Pomorze”  – Marek Wójcik

## Działalność
Po 1989 nie znaleziono nowej formuły dla egzystencji ARP czy SONiDD. Na szczęście udało się ocalić od zapomnienia dużą część taśmoteki studenckiej Akademickiego Radia „Pomorze”. Oficyna Wydawnicza weszła w posiadanie nagrań dźwiękowych z imprez pokazujących dorobek artystyczny społeczności akademickiej, dokonanych w studiu muzycznym ARP oraz na różnego rodzaju festiwalach studenckich.
Sprzymierzeńcem okazał się postęp techniczny. Technika komputerowa pozwalać zaczęła na poprawę jakości technicznej zgromadzonych przez lata nagrań i wydawania ich na CD.
Znaczące ilości nagrań ze Studenckiego Festiwalu FAMA w Świnoujściu zostały odzyskane z archiwów i przeniesione techniką cyfrową na nośniki nowszej generacji umożliwiając miłośnikom piosenki studenckiej lat 1973-1991 powrót wspomnieniami do lat młodości.
Lata  90. upłynęły Oficynie na realizacji wydawnictw muzycznych na płytach kompaktowych (tłoczonych, później wypalanych w nagrywarkach) w oparciu o zbiory archiwalne.
Pierwszy album wydany w 1990 nosi nazwę „Sercopisanie” Starego Dobrego Małżeństwa. Oficyna spotkała się z wielkim zainteresowaniem i postanowiła wydać kolejne płyty, m.in. piosenki turystyczne, szanty, muzykę poważną, kabaretową, aż w końcu wydać ostatni album JMC-20 Piosenka studencka w latach 1978 – 1982 ze znacznym udziałem Jacka Kaczmarskiego.

## Dyskografia
- 1990 – Nostalgia
- 1990 – Smugglers – "SHANTIES "
- 1991 – Stare Dobre Małżeństwo – Sercopisanie
- 1991 – Musica Sacra
- 1991 – Śmiech"
- 1991 – Jacek Zwoźniak – Od ragazzy do ragazzy
- 1991 – Góra Szybowcowa
- 1991 – Jacek Kleyff
- 1992 – Idę w góry cieszyć się życiem – piosenki turystyczne
- 1992 – Cztery Refy – „SEA SONGS & SHANTIES"
- 1992 – Piosenka Studencka w latach 1978 – 1982
- 1992 – Kabaret Toluś Party – Ewald i inni
- 1993 – Przeboje arcymistrzów klasyki
- 1993 – Bez Jacka
- 1997 – Żegnaj Dobry Porcie
- 2001 – Zespół Reprezentacyjny – Pieśni Lluisa Llacha
- 2001 – Zespół Reprezentacyjny – Ballady Georgesa Brassensa
- 2002 – Dinozaury estrady studenckiej
- 2002 – Dinozaury – Skecze, monologi i piosenki kabaretowe
- 2002 – Dinozaury – Najwięksi Jajcarze

## Rozwój
W 2000 Handlowo Usługowa Oficyna Wydawnicza "Jacek Music" rozszerzyła swoją działalność o sferę medialną. Postanowiła realizować wizytówki i kroniki multimedialne na płytach DVD. Po kilku latach współpracy ze szkołami i firmami, które korzystały z jej usług, postanowiła wprowadzić na rynek filmy, spoty, reportaże reklamujące i promujące miasta, instytucje, imprezy czy obiekty.
Wieloletnimi partnerami okazali się organizatorzy Western Piknik’u FOLK. BLUES & COUNTRY FESTIWAL w Sułominie oraz Miasto i Klub Biegacza "Sporting" Międzyzdroje organizujący cykl biegów śniadaniowych wybrzeżem Bałtyku.